# 瓜達盧普河 (德克薩斯州)

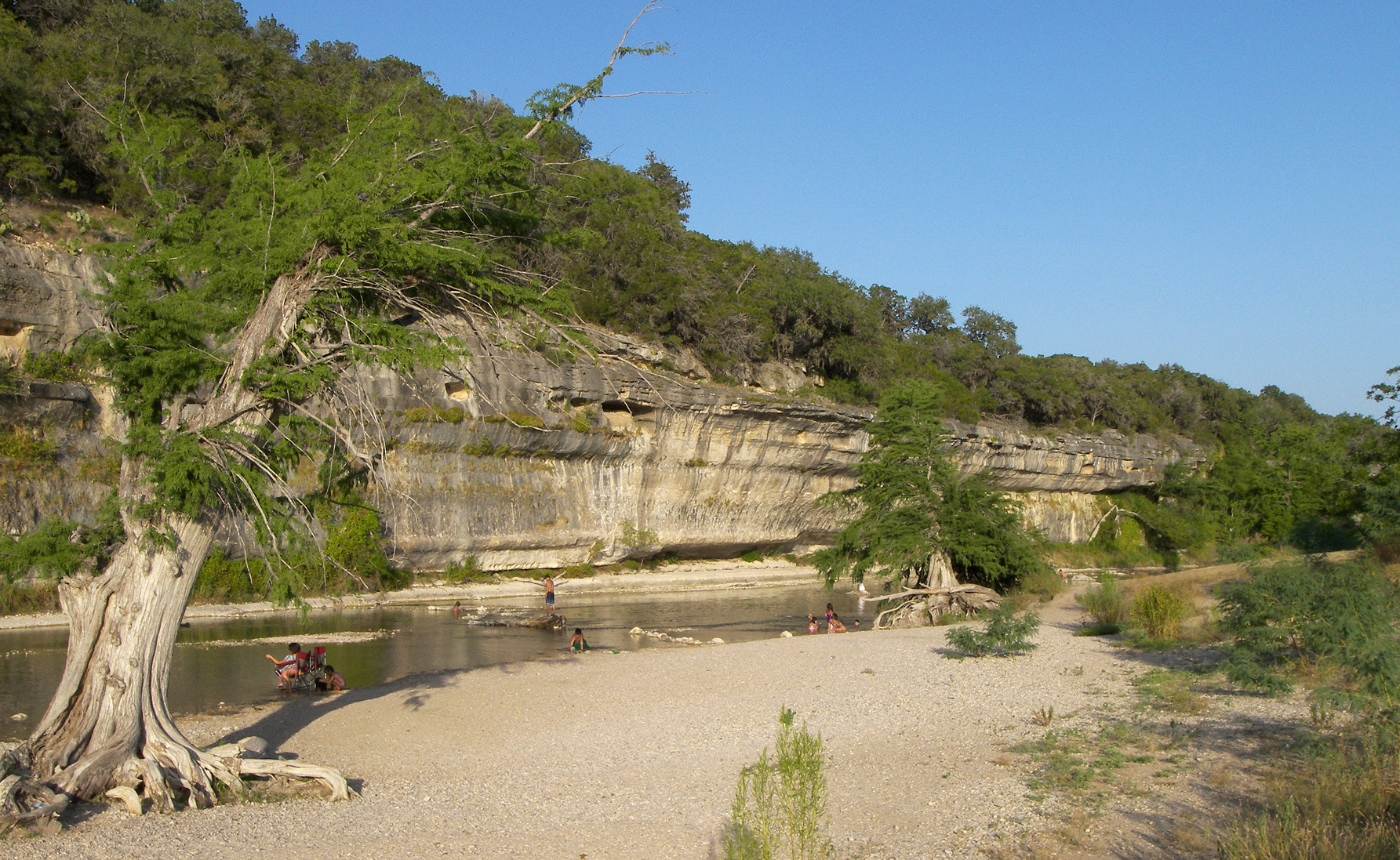
瓜達盧普河

瓜達盧普河（英語：Guadalupe River）從德克薩斯州的克爾郡流向墨西哥灣的聖安東尼奧灣，平均氣溫為攝氏17.75度，是泛舟、飛蠅釣和駕獨木舟的熱門目的地。河岸較大的城市包括克爾維爾、新布朗費爾斯、塞金、岡薩雷斯、庫埃羅和維多利亞。瓜達盧普河沿線有多個水壩，其中最著名的峽谷大壩在新布朗費爾斯西北部形成了峽谷湖。

## 河道
瓜達盧普河的上游位於德克薩斯州丘陵區，是一條流速較快的水流，它由兩條主要支流瓜達盧普河北支流和南支流組成。河岸為石灰岩、長山核桃和落羽杉遮天蔽日。在春夏季節，經常有休閒愛好者乘坐充氣的輪胎內胎漂流而下。在伯尼以東，肯德爾郡和科馬爾郡交界處，瓜達盧普河流經瓜達盧普河州立公園。
下游部分始於新布朗費爾斯附近的峽谷湖出口。峽谷大壩和新布朗費爾斯之間的河段是娛樂活動最頻繁的地方。
聖安東尼奧河在蒂沃利以北流入瓜達盧普河。在進入聖安東尼奧灣河口之前，河水形成一個三角洲，並分成南北兩條支流。每條支流都在瓜達盧普灣流入聖安東尼奧灣河口。